# Reederei Braren
Die Reederei Rörd Braren ist eine 1990 gegründete deutsche Reederei mit Sitz in Kollmar bei Glückstadt an der Elbe, die eine Flotte von elf Mehrzweckfrachtern betreibt (Stand 2019).

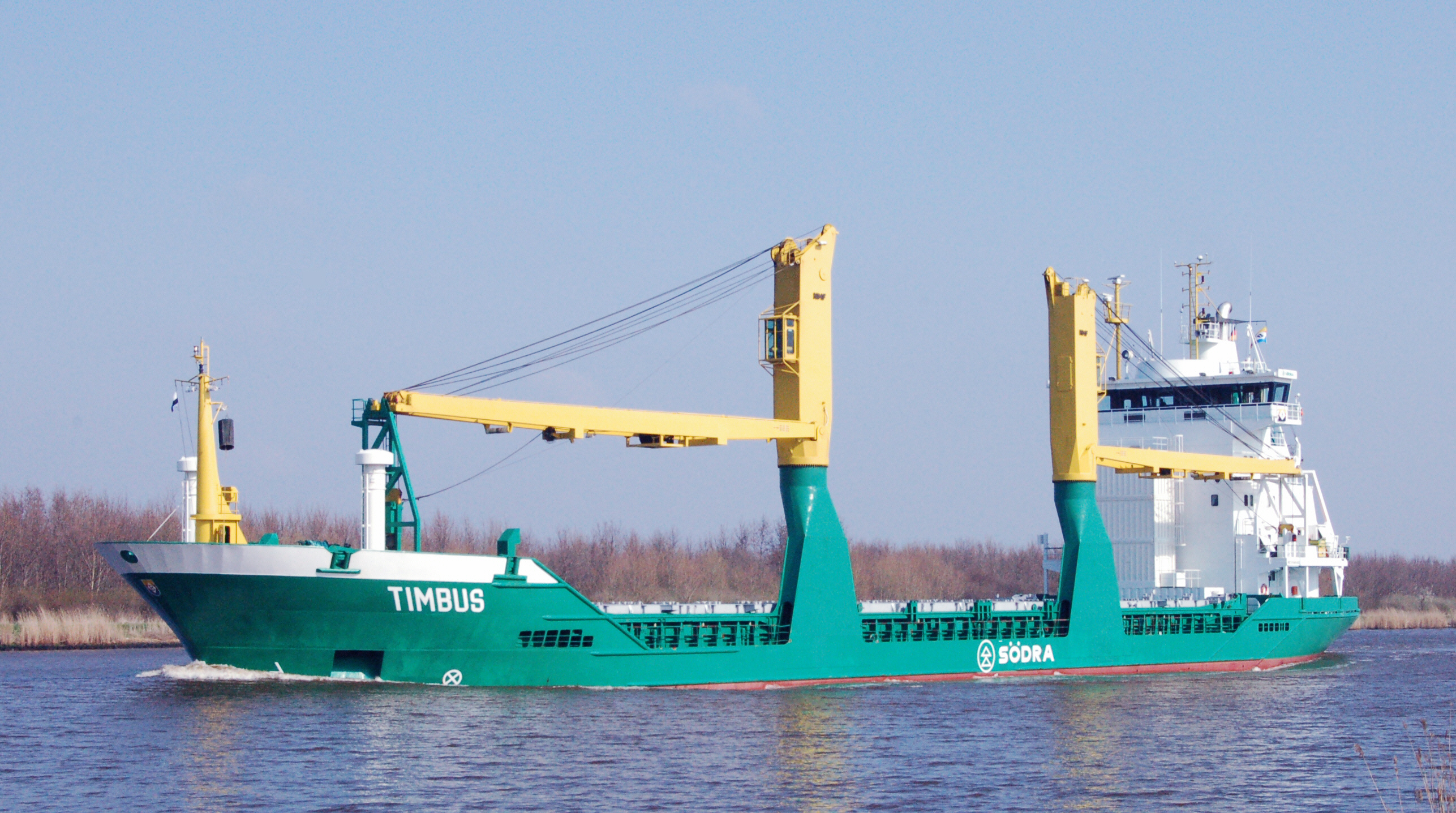
Mehrzweckfrachter Timbus

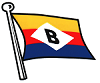

## Geschichte

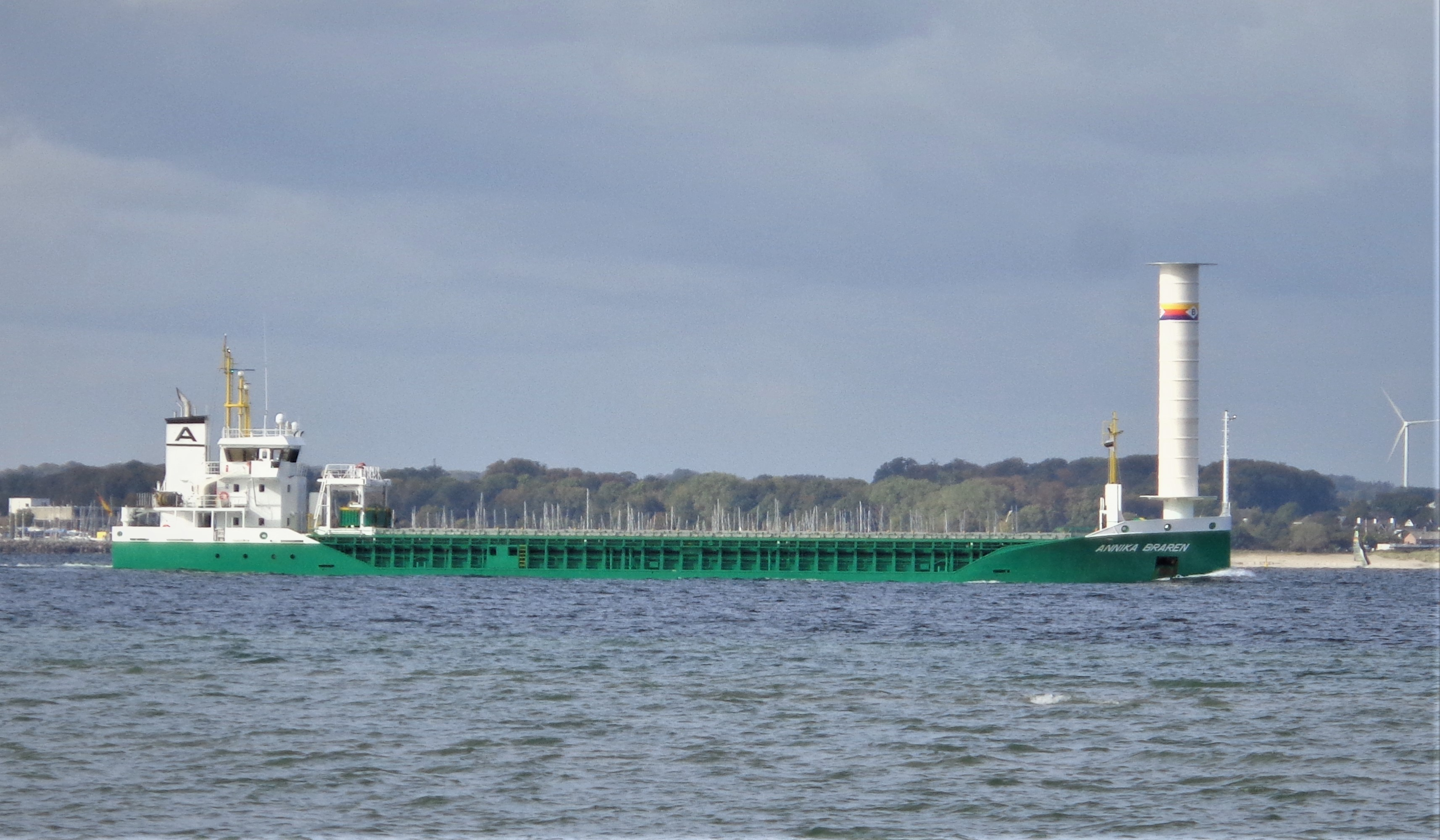
Die Annika Braren in der Kieler Förde (2021)

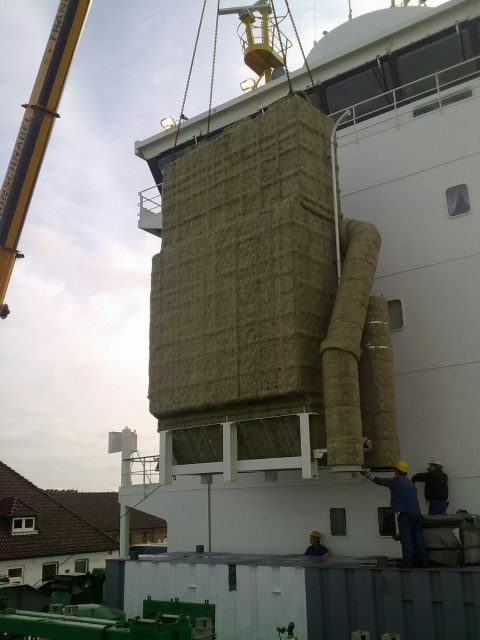
Einbau der Entschwefelungsanlage der Timbus

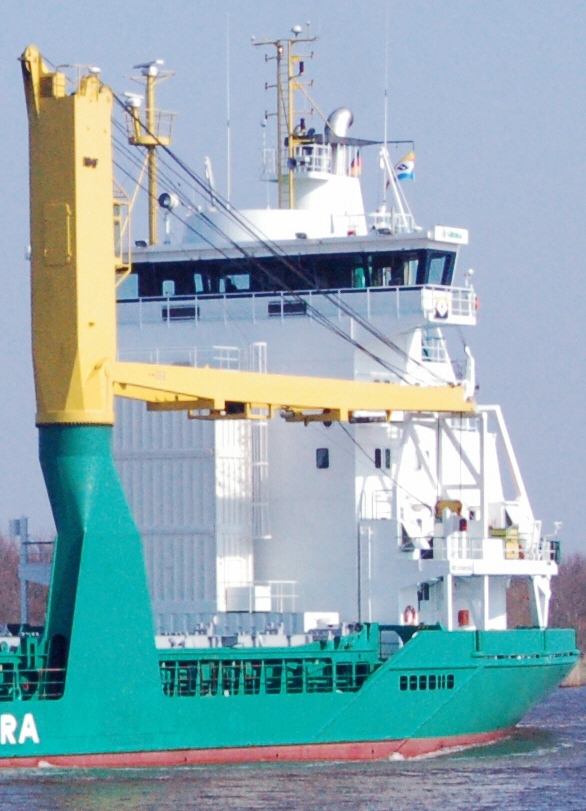
Timbus mit eingebauter Entschwefelungsanlage in Fahrt

Die Rörd Braren Bereederungs-GmbH & Co. KG wurde 1990 von Rörd Braren gegründet. Sie vergrößerte ihre Flotte nach und nach. Die meisten Schiffe werden unter Langzeitcharter betrieben.

## Schiffe
Die Mehrzweckfrachter Cellus und Timbus fahren seit Indienststellung Forstprodukte für die Genossenschaft SÖDRA Skogsägarna, ein Unternehmen der schwedischen Papierindustrie. Beide haben eine Abgasnachbehandlung mittels SCR-Katalysator (Zugabe von Harnstoff). Dieser Katalysator reduziert die Emission von Stickoxiden, von unverbrannten Kohlenwasserstoffen (HC), von Ruß und von Lärm. Die Anlagen wurden von Siemens geliefert, wo diese Technologie unter dem Namen SINOx für Kraftwerke an Land entwickelt wurde.
Die Mehrzweckfrachter African Wind, African Forest und African River wurden für die Reederei Braren gebaut, werden von ihr bereedert und fahren für die BOCS-Linie im West-Afrika-Dienst.
Die Mehrzweckfrachter Bocs Vision und Bocs Spirit werden ebenfalls von der Reederei Braren bereedert.
Mitte Februar 2020 lief ein weiterer Mehrzweckfrachter bei der niederländischen Werft Royal Bodewes in Hoogezand vom Stapel. Die 86 m lange und 15 m breite Annika Braren mit einer Tragfähigkeit von 5035 tdw hat einen Caterpillar(MaK)-Hauptmotor, der mit Gasöl betrieben wird. Für die Abgas-Nachbehandlung ist auch hier ein Katalysator vorhanden. Zur Reduzierung des Brennstoffverbrauchs wurde auf dem Vorschiff zusätzlich ein Flettner-Rotor der Eco Flettner GmbH montiert.

## Emissionensreduzierung

### Katalysator zur Reduzierung von Stickoxiden
Auf dem Mehrzweckfrachter Cellus erfolgt die Abgasnachbehandlung in einem Katalysator mit keramischen Elementen aus Titanoxid durch Zugabe von Harnstoff. Die als SCR-Katalysator (Selective Catalytic Reduction) bezeichnete Anlage reduziert die Stickoxide im Abgas, die unverbrannten Kohlenwasserstoffe (HC), den Ruß und die Geräusche. Diese Anlage wurde von Siemens geliefert, die diese Technologie unter dem Namen SINOx für Kraftwerke entwickelt hat. In der Schifffahrt werden bisher rund 80 Anlagen eingesetzt. Gebunkert wird nur schwefelarmer Brennstoff (Schweröl) mit einem Schwefelgehalt von 0,6 % bis 0,9 %. In der Schifffahrt schwankt der Schwefelgehalt zwischen 1 und 4,5 %, im Mittel sind es 2,5 %.

### Trockenentschwefelung der Abgase
Auf dem Mehrzweckfrachter Timbus wird seit 2010 die erste Schiffsanlage zur Trockenentschwefelung erprobt, eine DryEGCS genannte und in Landkraftwerken bewährte Technologie. In der Kraftwerksindustrie wird das Verfahren der Trockenentschwefelung mit der Zugabe vom pulverförmigen Kalkhydrat seit etwa 40 Jahren erfolgreich angewendet. Auf der Timbus erfolgt die Zugabe von Kalkhydrat in Granulatform. Die Prototyp-Anlage wird im Rahmen eines Forschungsprojektes gemeinsam von der Reederei Braren, der Firma Couple Systems und dem Institut für Energietechnik der Technischen Universität Hamburg-Harburg in der Praxis untersucht.

## Auszeichnungen

Logo

### Blauer Engel
Fünf Schiffe, die Cellus, Timbus, Forester, Bremer Anna und Bremer Elena, tragen den Blauen Engel als Zeichen für umweltschonende Schifffahrt. Sie fahren Papier und Zellulose für den Zellstoffkonzern SÖDRA, der großen Wert auf umweltschonenden Transport legt und den Reeder bei der Umstellung unterstützt hat. SÖDRA honoriert die Umweltfreundlichkeit der Schiffe mit einer angemessenen Charter. Auch sind die Hafengebühren für umweltfreundliche Schiffe in Schweden niedriger.
Die Cellus bekam am 21. November 2002 als erstes Handelsschiff der Welt den Blauen Engel, ein Umweltzeichen, das im deutschsprachigen Raum einen hohen Bekanntheitsgrad hat. Der Blaue Engel für umweltschonende Schifffahrt wird vom Umweltbundesamt verliehen und stellt hohe Ansprüche an den Reeder, die Besatzung und das Schiff mit seinen technischen Einrichtungen. Voraussetzungen sind gutes Personalmanagement, optimales Sicherheitsmanagement, gut funktionierendes Abfallmanagement, Aufbereitung von Ab- und Bilgenwasser, FCKW-freie Kältemittel, TBT-freier Unterwasseranstrich und geringere Schwefel- und Stickoxidemissionen in den Abgasen. All diese Anforderungen werden von Experten geprüft, abgenommen, bewertet und dokumentiert.

### Clean Marine Award
Auf der Grünen Woche 2004 in Brüssel wurde dem Reeder Rörd Braren der Clean Marine Award, auch „Umwelt-Oscar“ der Europäischen Kommission genannt, von der EU-Umweltkommissarin Margot Wallström überreicht. Damit wurde Brarens beispielhafte Pionierarbeit bei der Erprobung und Anwendung umweltverträglicher Technologien im Schiffsbetrieb ausgezeichnet.